# European Darts Open 2020
Die European Darts Open 2020 sollten ursprünglich als ein Turnier der European Darts Tour 2020 im Rahmen der PDC Pro Tour 2020 vom 27. bis 29. März in der Leverkusener Ostermann-Arena ausgetragen werden. Wegen der COVID-19-Pandemie wurde die neunte Austragung des gleichnamigen Ranglistenturniers jedoch abgesagt. Als neuer Termin wurde zunächst der Zeitraum zwischen dem 7. und 9. August festgelegt. Da dieser Termin jedoch wegen der anhaltenden Pandemie nicht eingehalten werden konnten, wurde das Turnier schließlich abgesagt.